# ローズヒップファニーファニー
ローズヒップファニーファニーは、かつてサンミュージックに所属していた日本のお笑いコンビ。

## メンバー
ハギノ・リザードマン（1984年4月15日（41歳） - ）
身長178cm、血液型A型。
岡山県出身。
趣味は漫画・映画観賞、筋肉トレーニング、怪獣フィギュア収集。
特技はギター演奏、ドラム演奏。
本名、萩原 秀一（はぎはら しゅういち）。
NSC大阪校26期出身。中学時代に友人からお笑いに誘われるもその時は本格的には組まず、その友人とは別々の高校へ進学。その後3年ぶりに再会した際にはハギノ曰く「つまらないヤンキー」になっていて、「いつまでも夢追いかけてたらあかんで!」と言われ腹が立ち、本格的に芸人を志してNSCへ入学。
かつて組んでいたコンビは「三日坊主」。一時期は「ハギノトップレディ」という芸名で活動していた。

ムーラちゃん（1982年11月30日（42歳） - ）
身長167.5 cm、血液型A型。
奈良県出身。
趣味は漫画・映画観賞、太陽の塔グッズ収集。
特技は日曜大工、自作のキャラクター作り。
小型フォークリフト・小型車両系建設機械の免許有り。
NSC大阪校25期出身。お笑いを見ている祖父母の楽しそうな姿を見ているのをきっかけに、芸人を目指すようになる。
かつて組んでいたコンビは「チキンジョージ」、「ザ・ツタンカーメンズ」（2010年11月解散）。かつては「パーフェクトナゲット」として活動していたこともある。
柳沢慎吾の物真似ネタを持つ。
解散後は事務所を退社し、「ナゲット村井」名義でピン芸人として活動。

## 概説
2011年結成。結成当時は大阪を拠点として活動、よしもとクリエイティブ・エージェンシー大阪に所属。2013年7月によしもとを退社し上京、フリーでの活動を経て2015年2月にサンミュージック所属が決定する。
ネタは主にコントで、作り物の河童など小道具を使ったネタが多い。ハギノが小道具を作るのが得意だったことや、小道具が無いと伝わりにくいネタが多かったのでこういう形になったらしく、映像だけで笑えて外国人でも楽しめて世界に通用するようなネタを目指し、極力言葉は使わないようにしているという。
頻度は少ないが漫才も演じていた。
結成当初のコンビ名は『爆力毒蛙インド会社』で、現在のコンビ名は打ち合わせしていたびっくりドンキーでメニューに『ローズヒップティー』を見つけたのが由来の1つだった。「ファニーファニー」は、きゃりーぱみゅぱみゅのように2回同じ言葉を続けたら人気が爆発すると考えて付け足したという。
2014年、『あらびき団 presents あら-1グランプリ』にてファイナリストに選ばれる。
2021年4月12日をもって解散、2人とも芸人は続ける。

## 出演

### テレビ
- コサキン・天海の超発掘!ものまねバラエティー マネもの（フジテレビ）- 2015年3月26日、村井のみ
- あけるなキケン（TBS）- 2015年5月11日
- PON!（日本テレビ）- 2015年9月17日、2015年9月18日、2015年9月24日、2015年10月1日
- 輝け!ギャラ3000円芸人（BSスカパー）
- 有田ジェネレーション（TBS）- 2016年5月23日、2016年5月31日
- じわじわチャップリン（テレビ東京）- 2016年6月11日～2016年9月24日
- お笑いトレンディ夜会（BS朝日）- 2016年9月27日
- あらびき団 オールナイト祭（TBS）- 2016年12月28日深夜
- ナカイの窓（日本テレビ）- 2017年1月11日
- とんねるずのみなさんのおかげでした（フジテレビ）- 2017年1月26日「お笑イミグレーション」コーナー
- マツコ&有吉 かりそめ天国（テレビ朝日）- 2017年8月9日
- 内村てらす（日本テレビ）- 2017年8月25日・9月1日
- ZIP!（日本テレビ）- 「ワラガチャ!」コーナー 2018年3月15日初出演
- ウチのガヤがすみません!（日本テレビ）- 2018年6月26日
- 世界一おもしろい海の家〜ナナナマリーナで笑イーナ!〜（テレビ東京）- 2018年7月11日
- ネタパレ（フジテレビ）- 2018年8月24日

### プロモーションビデオ
- 小南泰葉『傷』（アルバム『僕を救ってくれなかった君へ』リード曲）- 村井のみ、同じ事務所所属のロリィタ族。と共演[15]。

### 単独ライブ
- 報復絶倒（2013年11月6日 道頓堀ZAZA HOUSE[16]）

村井のザ・ツタンカーメンズ時代の出演については、ザ・ツタンカーメンズ#出演番組の節も参照。